# Военно-промышленный комплекс Беларуси
Военно-промышленный комплекс Беларуси (Военно-промышленный комплекс Республики Беларусь, ВПК РБ; Оборонно-промышленный комплекс Республики Беларусь, ОПК РБ) — совокупность научно-исследовательских, испытательных организаций и производственных предприятий, которые выполняют разработку, производство и постановку на вооружение военной и специальной техники, амуниции, боеприпасов как для вооружённых сил Беларуси, так и на экспорт.

## История
см. ВПК СССР
С 1957 по 1962 год объём военного производства в Белорусской ССР увеличился в 12 раз.
После распада СССР оборонный сектор белорусской экономики оказался разобщен по причине ведомственной принадлежности к различным отраслям промышленности. С целью реализации единой политики в области обеспечения обороны, развития и усиления военно-технического сотрудничества с иностранными государствами в декабре 2003 года по инициативе Президента Беларуси был создан Государственный военно-промышленный комитет — Госкомвоенпром Республики Беларусь.
В 2014 году выручка ОПК РБ на одного среднесписочного работника составила — 456,1 млн рублей. Чистая прибыль — темп роста в 120,2 %..

## Предприятия
- Многопрофильное научно-производственное частное унитарное предприятие (УП) «Тетраэдр»
- «АГАТ-системы управления» управляющая компания холдинга «Геоинформационные системы управления»
- ОАО «Агат-электромеханический завод»
- ОАО «АГАТ-СИСТЕМ»
- ОАО «АЛЕВКУРП»
- ОАО «КБ Радар»
- ОАО «2566 завод по ремонту радиоэлектронного вооружения»
- ООО «Актуальные решения безопасности» (ООО «АРБ»)
- Белорусское оптико-механическое объединение (БелОМО)
- Белорусский государственный университет информатики и радиоэлектроники
- ЗАО «БЕЛТИМ СБ»
- ОАО «140-й ремонтный завод»
- ОАО «Минский завод колёсных тягачей»
- ОАО «Минский автомобильный завод»
- ООО «Белфортекс»
- ОАО Витебский завод радиодеталей «Монолит»
- УП «Геоинформационные системы»
- Гомельское конструкторское бюро «ЛУЧ»
- Филиал «Завод полупроводниковых приборов»
- ООО «Измерительные технологии»
- Частное научно-исследовательское унитарное предприятие «ИНСТИТУТ ЦИФРОВОГО ТЕЛЕВИДЕНИЯ ГОРИЗОНТ»
- ОАО «Конструкторское бюро „Дисплей“»
- ОАО Минский НИИ радиоматериалов
- ОАО «МНИПИ»
- РУП «Молодечненский радиозавод „Спутник“»
- ОАО «Научно-исследовательский институт электронных вычислительных машин»
- ОАО «Пеленг»
- Республиканское производственное унитарное предприятие «Завод точной электромеханики»

## Органы
Государственный военно-промышленный комитет Республики Беларусь (бел. Дзяржаўны ваенна-прамысловы камітэт Рэспублікі Беларусь) — республиканский орган государственного управления, проводящий в полном объёме военно-техническую политику государства, осуществляя регулирование и управление, в соответствии с положением о комитете. А именно: развитие и содержание вооружения, военной и специальной техники; развитие оборонного сектора экономики, военно-технического сотрудничества Республики Беларусь с иностранными государствами, экспортного контроля и навигационной деятельности, а также координацию деятельности в этих областях других республиканских органов государственного управления.

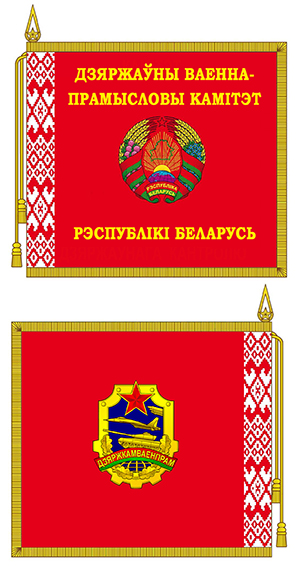
Знамя Государственного военно-промышленного комитета Республики
Беларусь

Образован 30 декабря 2003 года согласно Указу Президента Республики Беларусь от 30 декабря 2003 г. № 599. Целью создания означена единая политика в области обеспечения обороны, развития и усиления военно-технического сотрудничества с иностранными государствами.
Задачи:
- проведение государственной политики в области обеспечения обороны;
- осуществление координации деятельности республиканских органов государственного управления по формированию государственного оборонного заказа;
- разработка и реализация стратегии развития оборонного сектора экономики;

Комитет выпускает ежемесячный журнал «ВПК. Беларусь», официальный печатный орган Государственного военно-промышленного комитета и Министерства обороны Республики Беларусь.

## Некоторая выпускаемая техника и оборудование
Реактивные системы залпового огня (РСЗО):
- 122-мм БелГрад
- 301-мм «Полонез»
- 80-мм «Флейта»
- «Ураган-М» (модернизация БМ-27)[4]

ПТРК:
- Шершень

БПЛА (см. подробнее Беспилотная индустрия Беларуси):
- беспилотный вертолёт Eye Sky («КБ Беспилотные вертолеты»)[5]
- «Кондор» (558-й авиаремонтный завод)
- «Гриф-К»
- «Бекард»[6]

Зенитное вооружение:
- комплексная система защиты от малоразмерных летательных аппаратов — зенитный комплекс (ЗК) «Трио» (ОАО «БСВТ — новые технологии»)[7][8]
- "Т38 Стилет", ЗРК бук МБ3К.

Средства радиоэлектронной борьбы (РЭБ):
- «Гроза-С», «Гроза-Р2», «Гроза-О», «Гроза-З», «Оптима» (ОАО «КБ Радар»)[9]

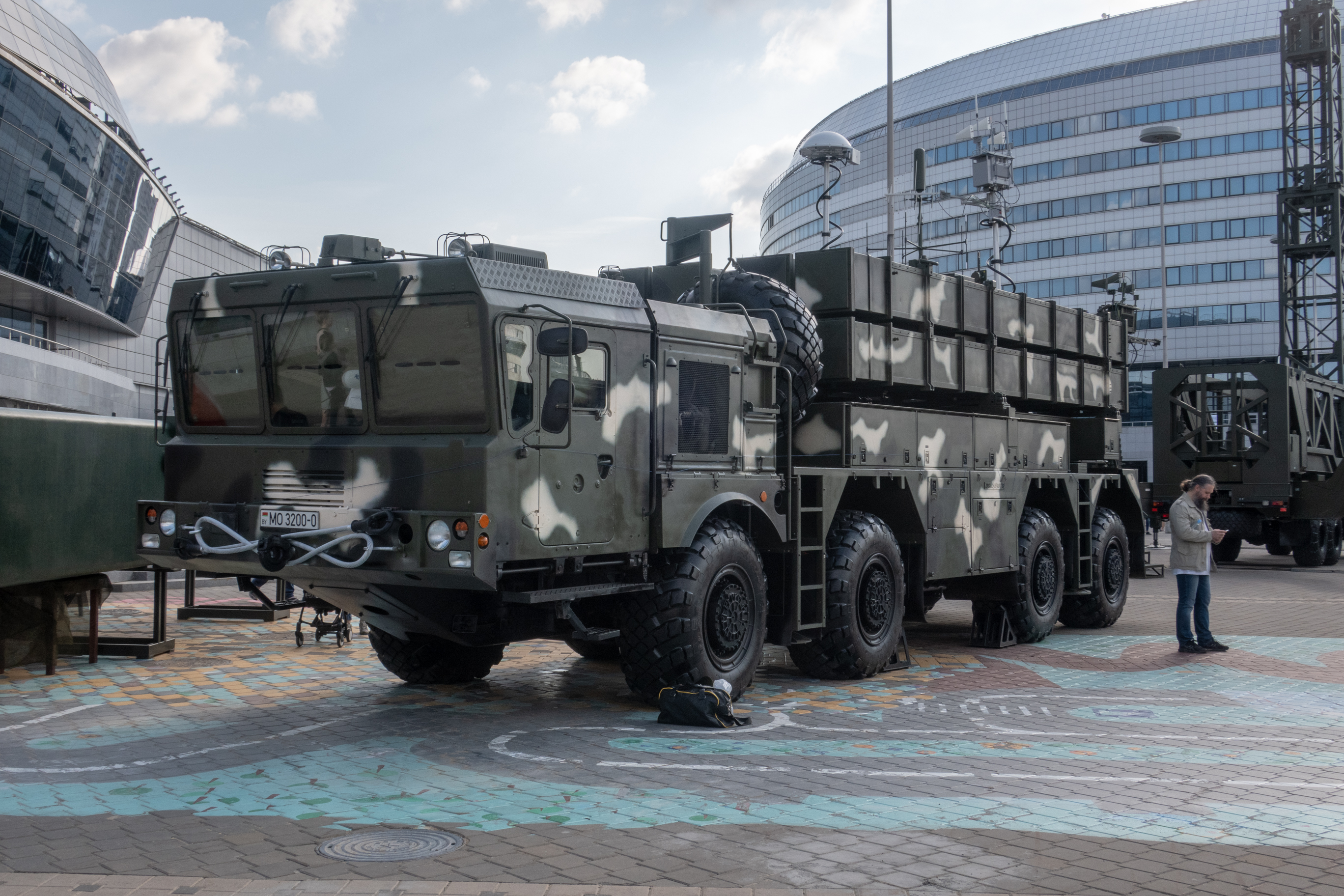
РСЗО «Полонез» (совместный белорусско-китайский проект)
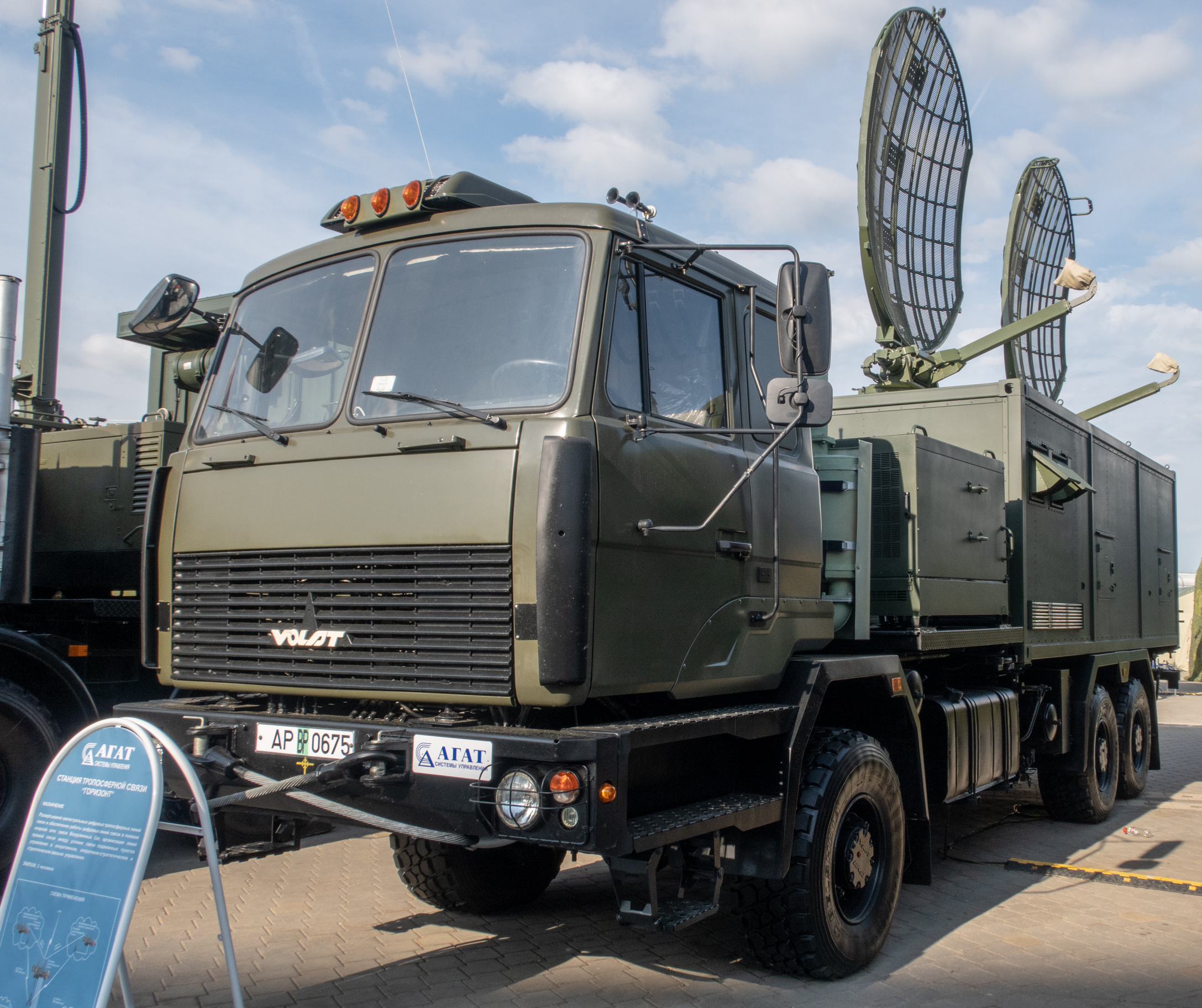
Станция тропосферной связи «Горизонт» на шасси МЗКТ-6527 (ОАО «Агат — системы управления» и Минский завод колёсных тягачей)
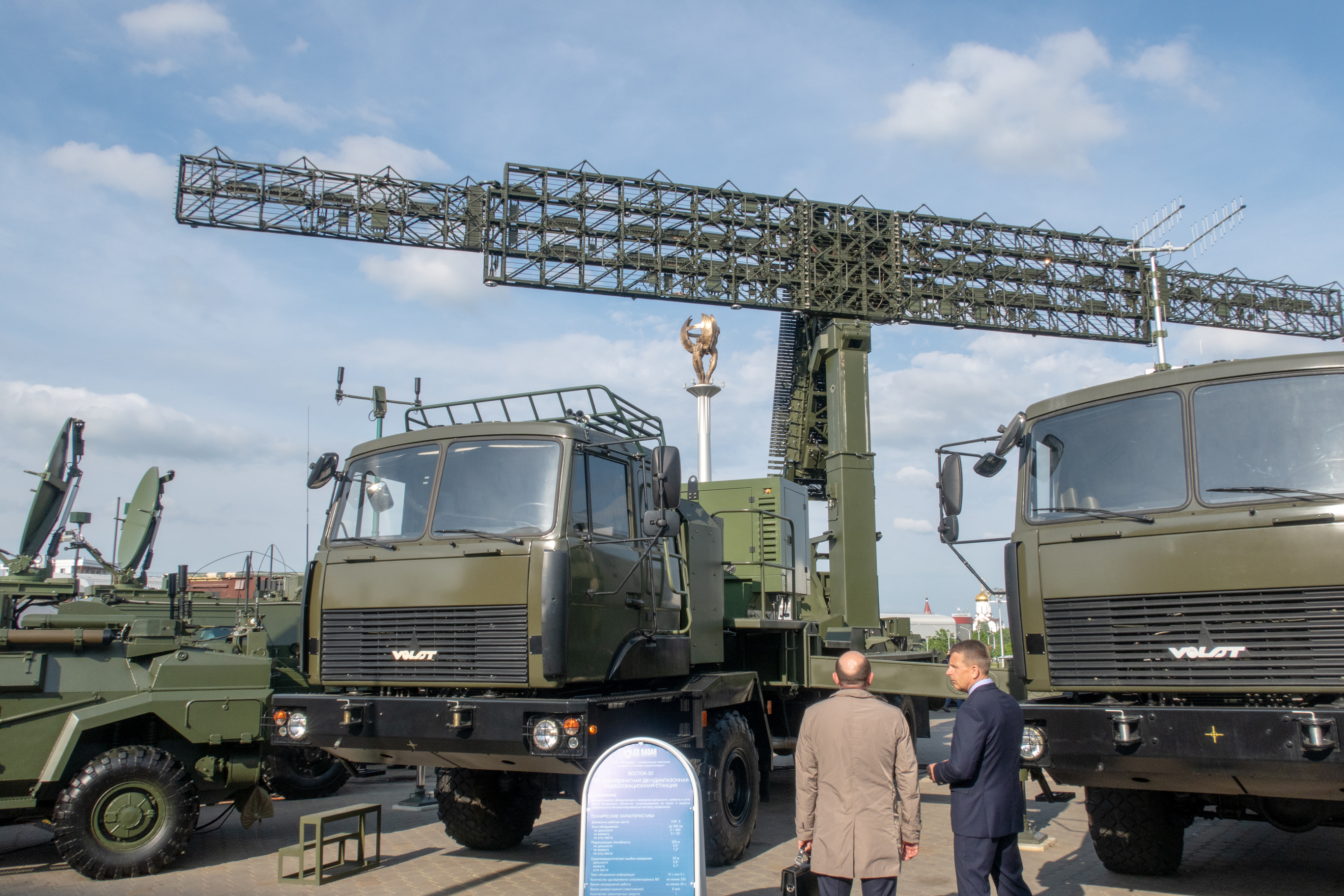
Мобильная РЛС «Восток-3D» (КБ Радар и Минский завод колёсных тягачей)
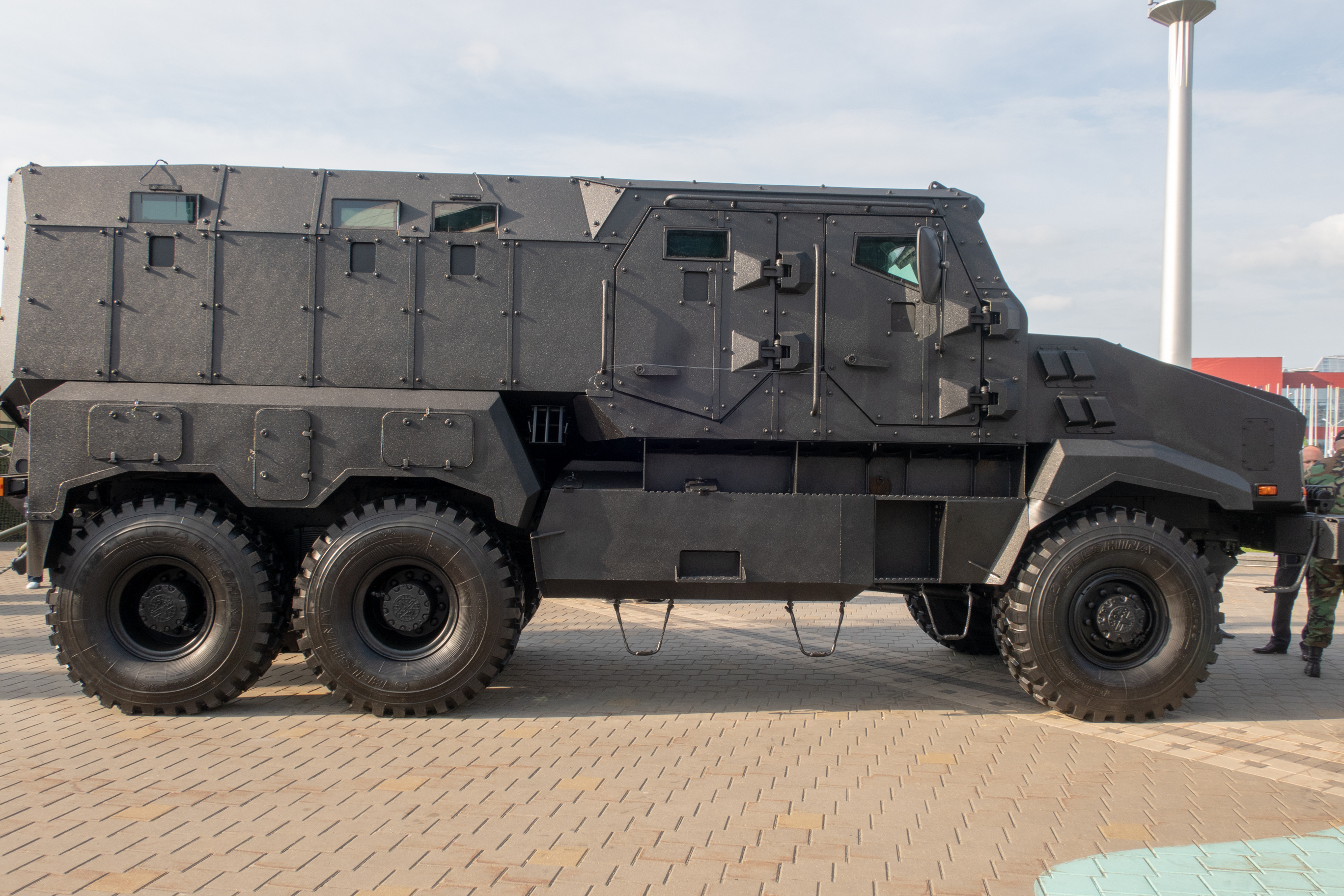
MRAP «Защитник» на шасси МАЗ-6317
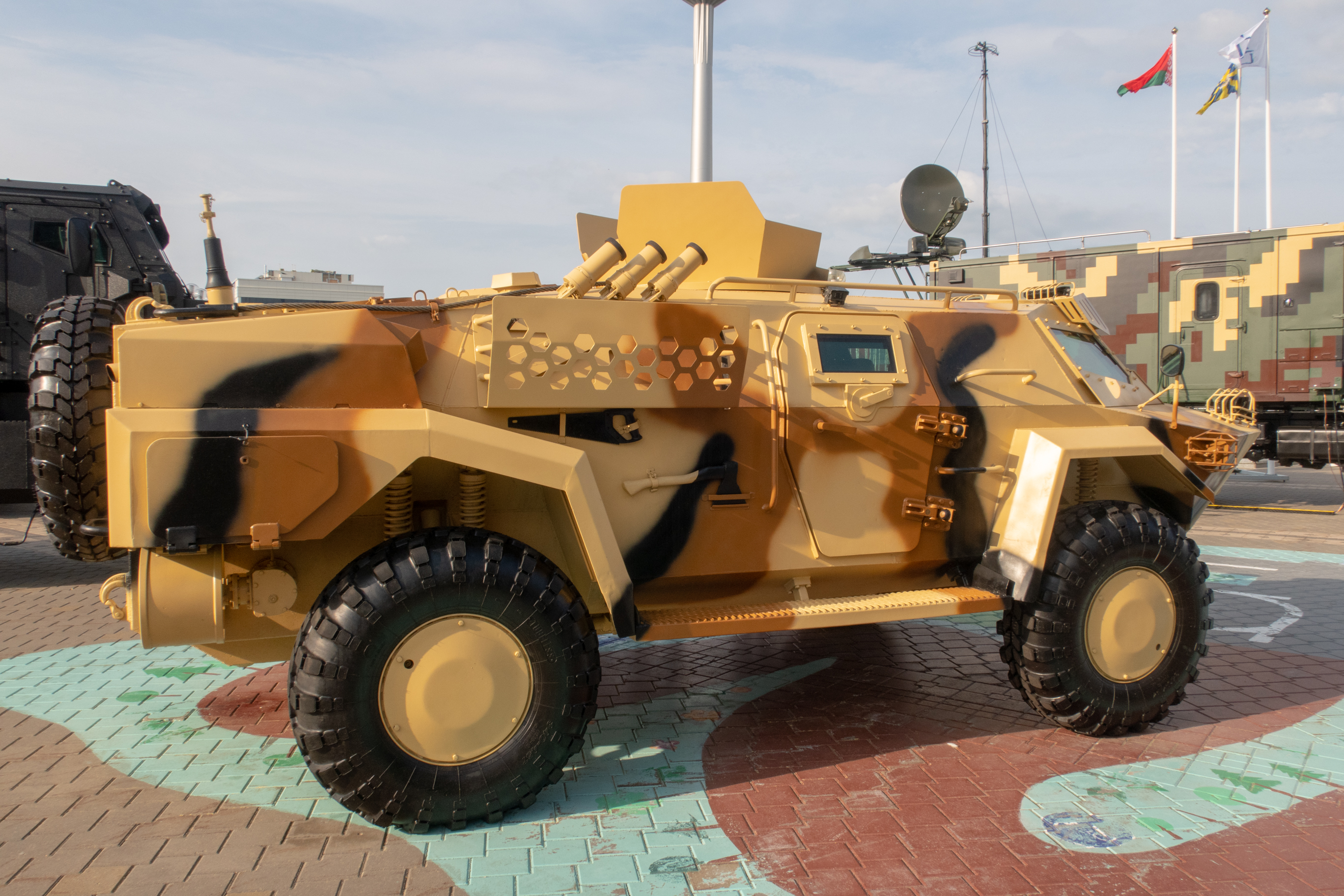
БРДМ «Кайман» (140-й ремонтный завод, Борисов)
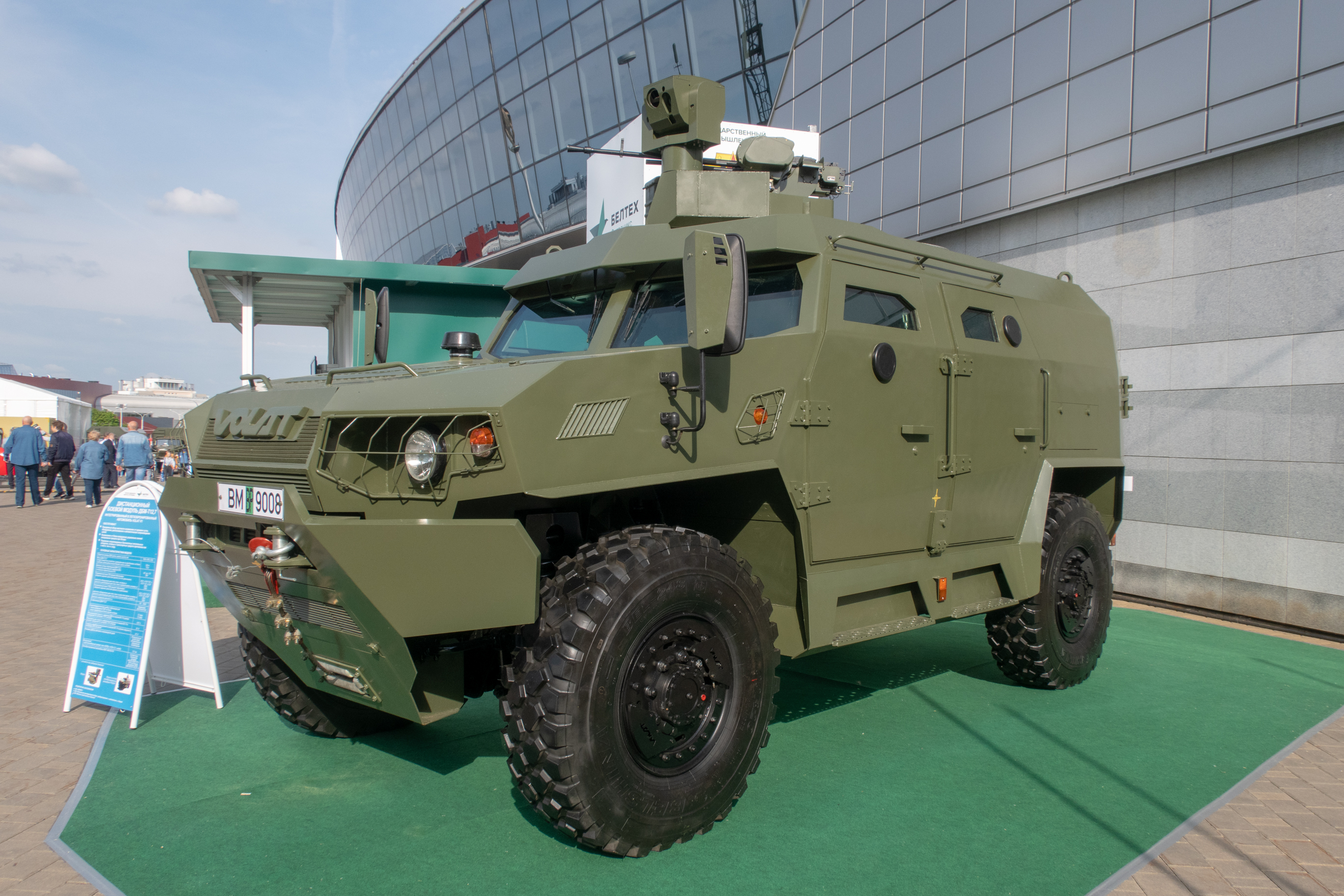
Бронеавтомобиль Volat V1 с дистанционным боевым модулем Адунок (Минский завод колёсных тягачей)
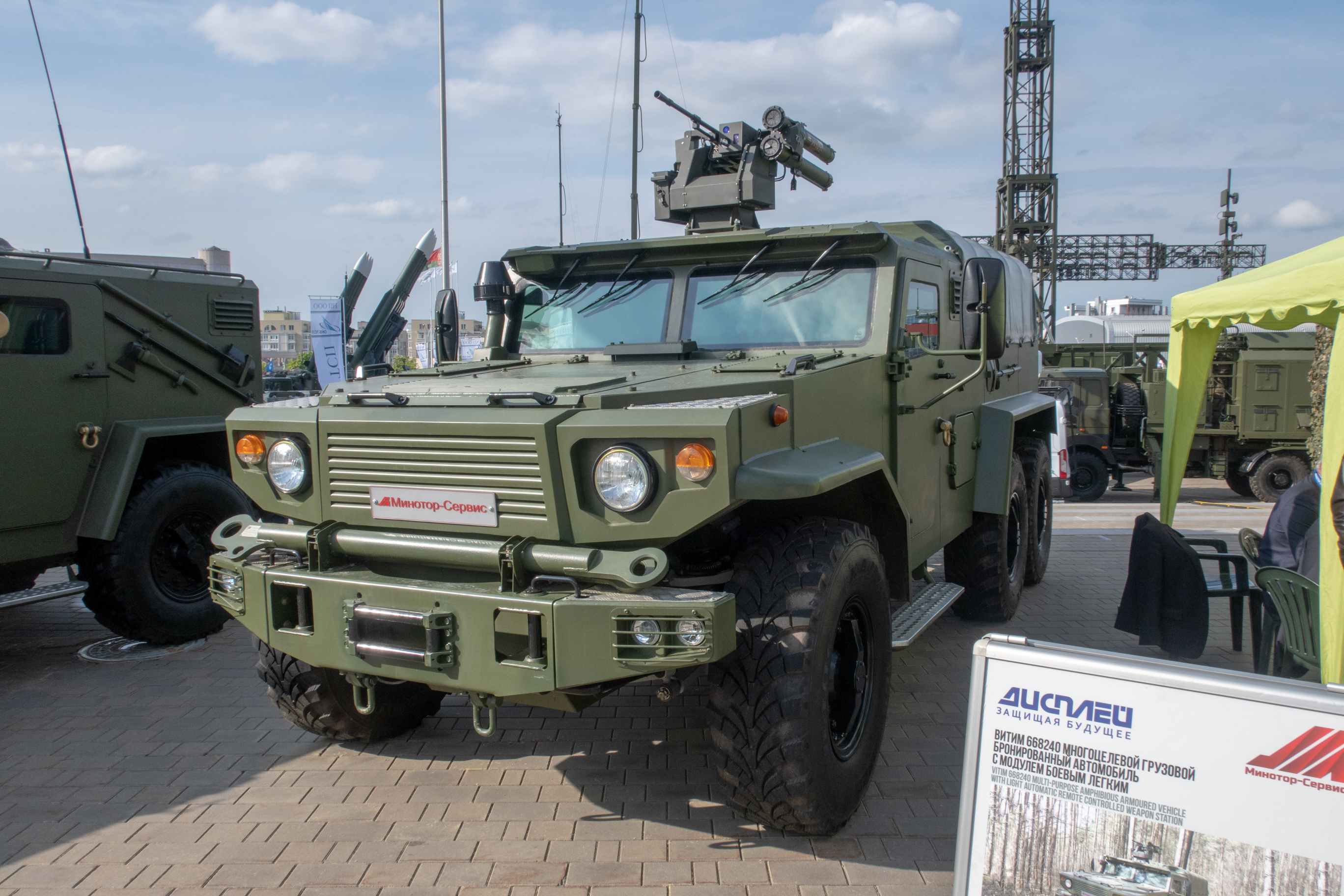
6-колёсный бронеавтомобиль Витим (Минотор-Сервис, Минск)
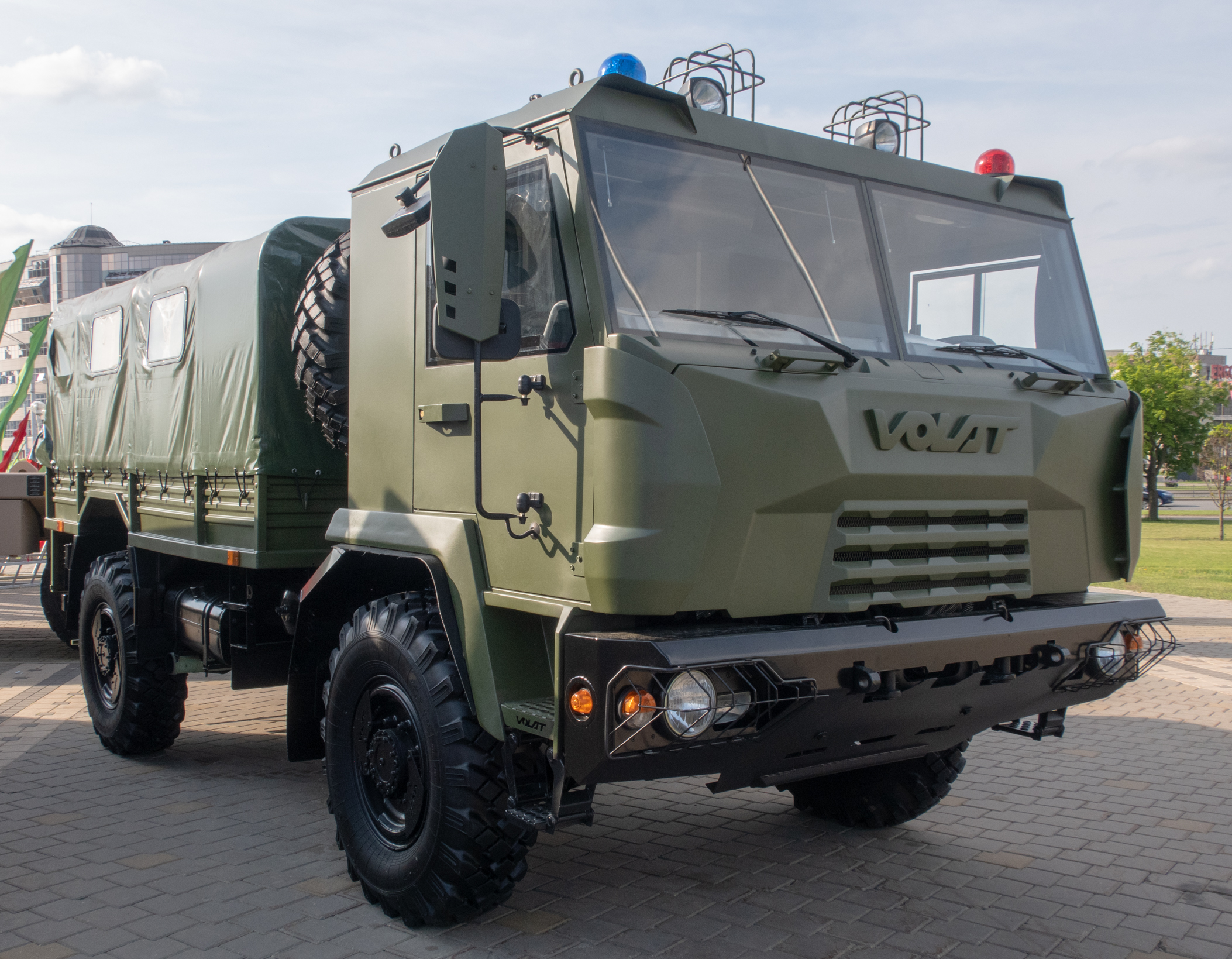
МЗКТ-5002
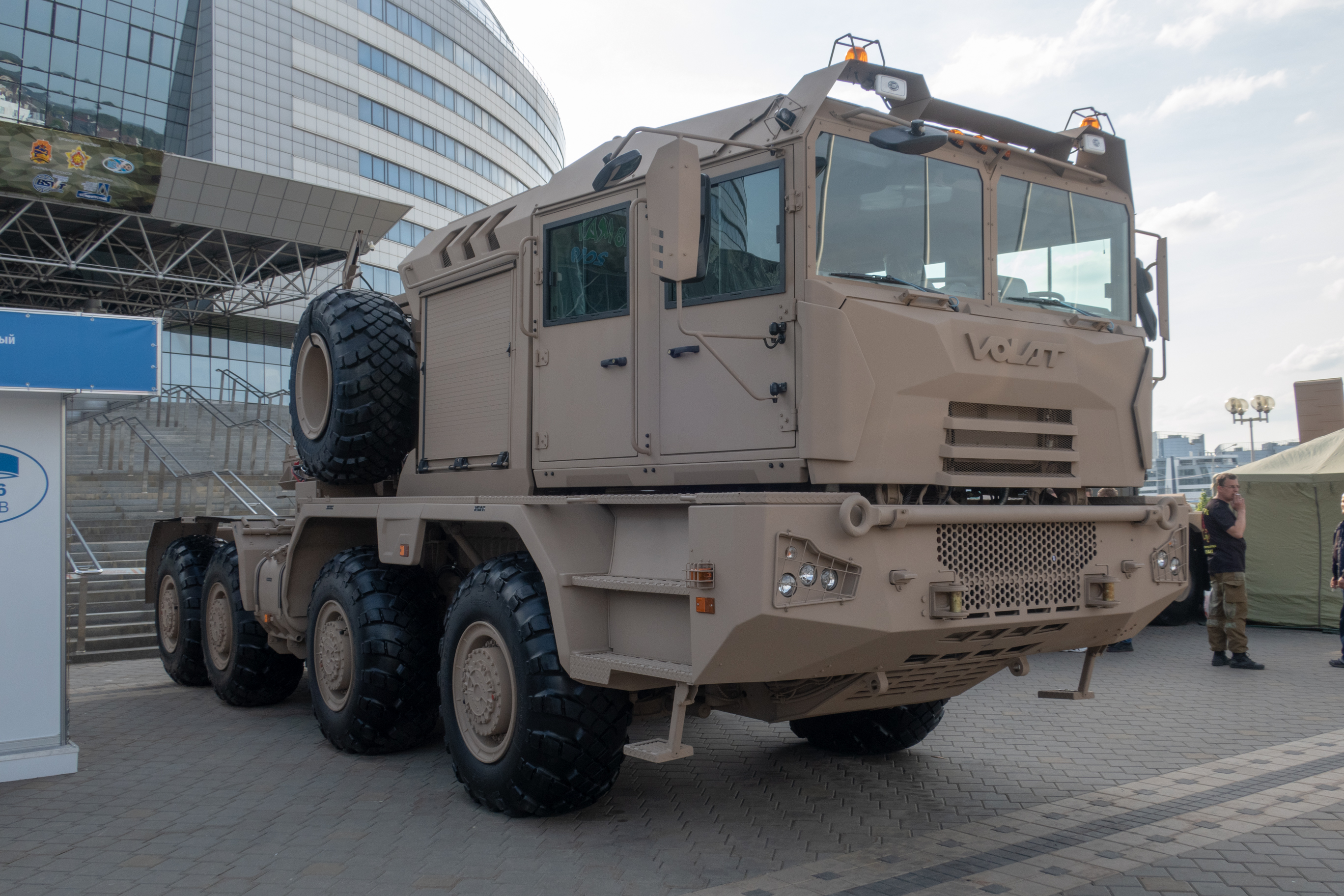
Тяжёлый танковый тягач МЗКТ-741351
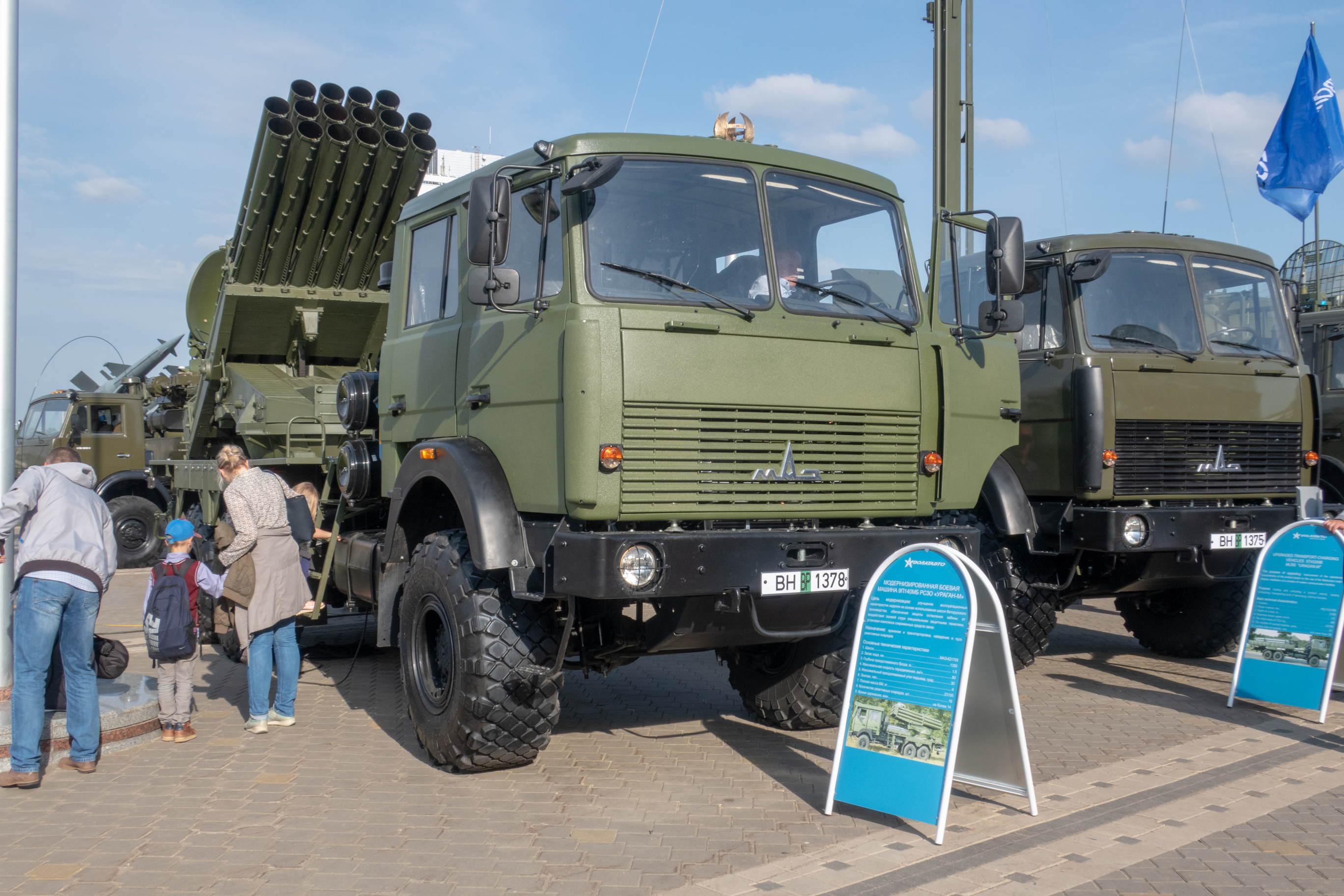
9П140МБ «Ураган-М» (модернизация БМ-27)
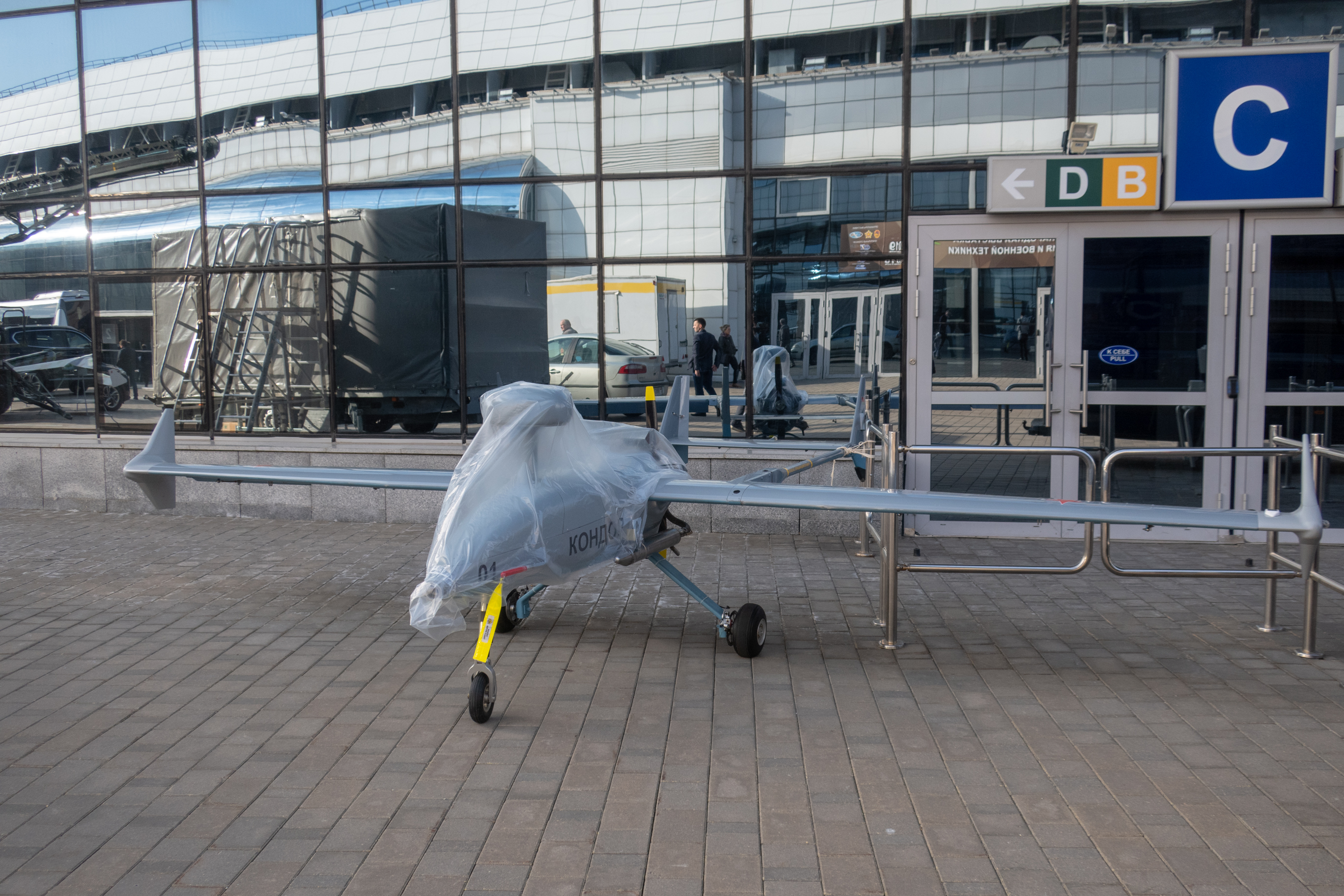
БПЛА Кондор (558-й авиаремонтный завод)

## Экспорт
В 2016 году экспорт продукции военного назначения осуществлялся в 60 стран, в 2017 — в 69 стран, а в 2018 году — в 76 стран мира, что составляет 110 % по отношению к 2017 году, причём поставки часто включали высокотехнологичное вооружение. Тогда поставки составили примерно один миллиард долларов США. Главным покупателем является Россия. Так, в 2018 году товарооборот Беларуси и РФ в военной сфере составил 600 миллионов долларов, а экспорт из республики превысил российский импорт. Крупные партии осуществлялись в Азербайджан, Судан, Мьянму, Анголу, Нигерию и Вьетнам
. Среди ключевых покупателей есть также Казахстан, Китай, Лаос, Индонезия, Бангладеш, Индия, ОАЭ и Уганда. Основу экспорта составляют системы РЭБ и ПВО и комплектующие к военной технике. Кроме того, оказываются услуги по ремонту армейской авиации. Такие страны как Сербия, Болгария и Словакия регулярно закупают белорусские боеприпасы. В списке мировых экспортёров оружия SIPRI по итогам 2020 года Беларусь заняла 19-е место из 25. Общий объём поставок от мирового составляет всего 0,3 %. В сравнении с уровнем экспорта оружия в 2011—2015 года, показатель существенно снизился — на 34 %. Основными получателями экспортируемого из Беларуси оружия названы такие страны, как Вьетнам (26 % от общего объёма), Сербия (около 16 %) и Судан (ровно 13 %).